# Награда „Златна књига Библиотеке Матице српске”
Награда „Златна књига Библиотеке Матице српске” је награда коју додељује Библиотека Матице српске за допринос развоју библиотекарства и библиографског рада изузетног научника, књижевника или уметника.

## Историјат
Награду је 2015. установила Библиотека Матице српске поводом Дана Библиотеке Матице српске. Награда је први пут додељена 15. априла 2016. Награда се уручује у оквиру свечане прославе Дана Библиотеке Матице српске. Награду „Златна књига Библиотеке Матице српске” чине Повеља, Плакета, округли сто о делу добитника и зборник радова с тог округлог стола.

### Чланови жирија
- 2016–2021 — Миро Вуксановић (председник), Славко Гордић и Душица Грбић.
- 2022 — Милан Мицић (председник), Љиљана Клевернић и Зоран Ђерић.
- 2023 — Милан Мицић (председник), Гордана Ђилас и Зоран Ђерић.

## Добитници
- 2016 — Предраг Пипер[2]
- 2017 — Радован Бели Марковић[3]
- 2018 — Светислав Божић[4]
- 2019 — Лазар Чурчић[5]
- 2020 — Марија Клеут[6][7]
- 2021 — Горан Петровић[8]
- 2022 — Љиљана Пешикан Љуштановић[9]
- 2023 — Владимир Пиштало[10][11]
- 2024 — Александар Јерков[12]

## Едиција „Златна књига Библиотеке Матице српске”
У оквиру Едиције „Златна књига Библиотеке Матице српске” објављују се зборници радова са округлих столова о добитницима Награде „Златна књига Библиотеке Матице српске”. У овој едицији објављени су следећи зборници: 
- Лингвистика и славистика у делу Предрага Пипера, Нови Сад 2016. COBISS.SR-ID - 312435463
- Приповедни вез Радована Белог Марковића, Нови Сад 2017. COBISS.SR-ID - 321061127
- Бројаница Светиславa Божића, Нови Сад 2018. COBISS.SR-ID - 327881479
- Лазар Чурчић – књигољуб и књигохранитељ, Нови Сад 2019. COBISS.SR-ID - 333038855
- Марија Клеут – сагледавање контекста, Нови Сад 2020. COBISS.SR-ID - 33456905
- Традиција и фантастика у делу Горана Петровића, Нови Сад 2021. COBISS.SR-ID - 59315209
- Љиљана Пешикан-Љуштановић – страст читања, Нови Сад 2022. COBISS.SR-ID - 109010441